# Wilhelm Beck
Wilhelm Beck (ur. 26 marca 1885 w Triesenbergu, zm. 20 stycznia 1936 tamże) – liechtensteiński polityk, prawnik i publicysta, założyciel pierwszej w historii Księstwa partii politycznej – Chrześcijańsko-Społecznej Partii Ludowej, uczestnik zamachu stanu z 1918 roku, poseł Landtagu w latach 1914-1928 i 1932-1934, przewodniczący Landtagu w latach 1922-1928.

## Życiorys
Wilhelm Beck urodził się w Triesenbergu jako syn Wilhelma i Karoliny, z domu Schädler.

### Edukacja i kariera prawnicza

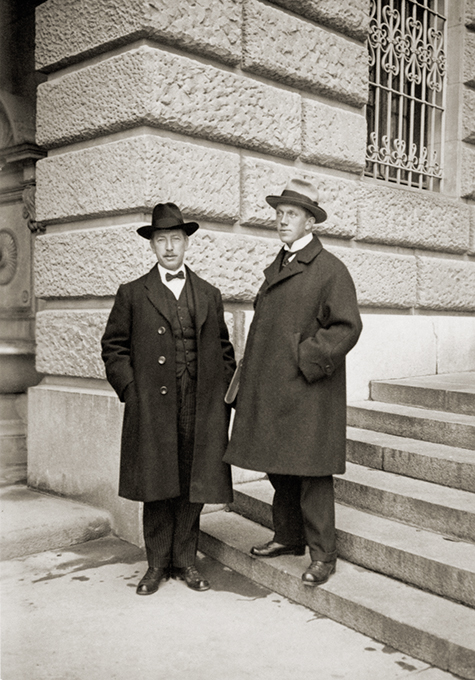
Beck (po lewej) i Emil Beck przed Pałacem Federalnym Szwajcarii, 1920.

W dzieciństwie Beck uczęszczał do szkół podstawowych w Triesenbergu i Vaduz, a następnie w szkołach handlowych w Feldkirch i St. Gallen, gdzie zdawał maturę. W latach 1905–1911 studiował prawo na Uniwersytecie Zuryskim, gdzie w roku 1911 uzyskał stopień doktora nauk prawnych.
Karierę zawodową rozpoczął w ubezpieczalni w Genewie, gdzie pracował rok, a następnie do 1914 roku pracował w biurze prawniczym w St. Gallen. W 1914 roku założył własną kancelarię w Vaduz, a od 1926 roku współpracował z Aloisem Ritterem. Spółka Becka i Rittera była pionierem usług powierniczych i finansowych w Liechtensteinie, a przed 1930 rokiem zdecydowana większość firm z siedzibą w Liechtensteinie, została utworzona za pośrednictwem kancelarii Beck/Ritter.

### Kariera polityczna
Po raz pierwszy Wilhelm Beck wmieszał się politykę Liechtensteinu, kiedy w 1912 roku otwarcie skrytykował zmianę prawa handlowego z 1910. W swojej pracy dot. prawa w Liechtensteinie z 1912 skrytykował istniejące prawo, a Konstytucję określił jako niedemokratyczną, wzywał również do uniezależnienia prawodawstwa od Austrii.
W 1914 roku Wilhelm zgromadził wokół siebie grupę opozycyjną i założył drugą gazetę w Liechtensteinie – Oberrheinische Nachrichten (ON), której był redaktorem. Jego póki co niesformalizowane ugrupowanie dostało się do Landtagu w wyborach z 1914 roku (zdobyło 4 z 15 mandatów w tym jeden zdobył sam Wilhelm). Ugrupowanie Becka od początku wykazywało poglądy zdecydowanie bardziej lewicowe, postulowali m.in.: wprowadzenie bezpłatnych podręczników szkolnych, bezpośredniość wyborów parlamentarnych, czy utworzenie nowego rejestru nieruchomości. Ważnym aspektem polityki Becka była demokratyzacja ustroju i oddanie administracji państwowej i parlamentu w ręce Liechtensteińczyków, co związane było z tym, że zdecydowana większość urzędników i wszyscy członkowie Landtagu poza jego ugrupowaniem byli Austriakami, zaś na czele rządu stał austriak – Leopold von Imhof. Najpopularniejszym hasłem politycznym tamtego okresu było: „Liechtenstein dla Liechtensteińczyków”.

#### Chrześcijańsko-Społeczna Partia Ludowa
Przed wyborami w 1918 roku, które po raz pierwszy w historii odbyły się w sposób bezpośredni, Wilhelm Beck na fundamentach budowanych od 1914 roku utworzył pierwszą w historii Liechtensteinu partię polityczną – Chrześcijańsko-Społeczną Partię Ludową (niem. Christlich-Soziale Volkspartei, VP). 6 marca 1918 roku w jego gazecie (ON) została opublikowana lista kandydatów, a w wyniku wyborów zdobyli mniejszość w Parlamencie.

#### Zamach stanu
W listopadzie 1918 roku pod koniec I wojny światowej Wilhelm Beck wykorzystał nastroje w kraju i wraz z Fritzem Walserem i Martinem Ritterem zmusił premiera von Imhofa do dymisji. Po zamachu stanu 7 listopada 1918 wraz z Ritterem i Josefem Marxerem utworzyli Tymczasowy Komitet Wykonawczy, który nielegalnie sprawował władzę. Książę Jan II Dobry nie zareagował jednak, a jedynie wysłał telegram do przewodniczącego Landtagu Alberta Schädlera. Udał się on do Wiednia, gdzie została podjęta decyzja o mianowaniu na funkcję premiera siostrzeńca Jana II, księcia Karola Alojzego. Ponadto powstał komitet konstytucyjny, który wraz z delegatami księcia miał stworzyć nową ustawę zasadniczą.

#### Nowa Konstytucja i unia celna ze Szwajcarią
W 1920 r. Beck opublikował w swoim dzienniku – ON, projekt konstytucji, dzięki której ustój miał się opierać na zasadach demokratyczno-parlamentarnych, a suwerenami mieli być Książę i Naród. Uczestniczył w negocjacjach na zamku w Vaduz, w wyniku których podpisano porozumienia, na których bazowała nowa ustawa zasadnicza z 5 października 1921 roku, która w zmienionej formie obowiązuje do dzisiaj.
Wilhelm Beck i jego partia zdecydowanie popierała rozwiązanie unii celnej z Austrią w 1919 roku i podpisanie nowej z sąsiadami z drugiego brzegu Renu w 1923. Popierał również wprowadzenie franka szwajcarskiego jako waluty rok później.

### Sparkassaskandali końcowe lata życia
Wilhelm Beck uczestniczył w Sparkassaskandal, czyli aferze finansowej, która wybuchła w związku z przekrętami finansowymi w Liechtensteińskim Banku Narodowym – od 1923 do 1928 pełnił funkcję prezesa zarządu. Skandal ten zmusił rząd Gustava Schädlera do dymisji i doprowadził partię VP do upadku. Od 1929 roku było prowadzone postępowanie sądowe przeciwko całemu zarządowi, a potem od 1932 przeciwko samemu Wilhelmowi, w wyniku którego został skazany w 1935 roku na zapłacenie odszkodowania, czego nie zdążył spełnić, gdyż w niespełna rok później zmarł. Sparkassaskandal wywołał w małym księstwie burzę polityczną. W 1928 roku, kiedy wybuchła afera, partia Becka zdobyła zaledwie 4 mandaty (pięć mniej niż w poprzednich wyborach), natomiast dwa lata później w 1930 nie weszła do parlamentu. Pod koniec życia Wilhelma, VP połączyło się z Liechtensteińską Służbą Ojczyźnie, tworząc istniejącą do dzisiaj Unię Patriotyczną.
Beck był krytykowany za swoje mocno lewicowe poglądy, uważany był za zagrożenie dla monarchii i Kościoła, a ponadto przeciwnicy polityczni widzieli w nim dyktatora, który chciał szerzyć idee socjalistyczne. Mimo ognia krytyki, postać Wilhelma Becka bezsprzecznie jest postacią zasłużoną dla liechtensteińskiej gospodarki, Konstytucji oraz partii VP.